# Ольджате-Мольгора

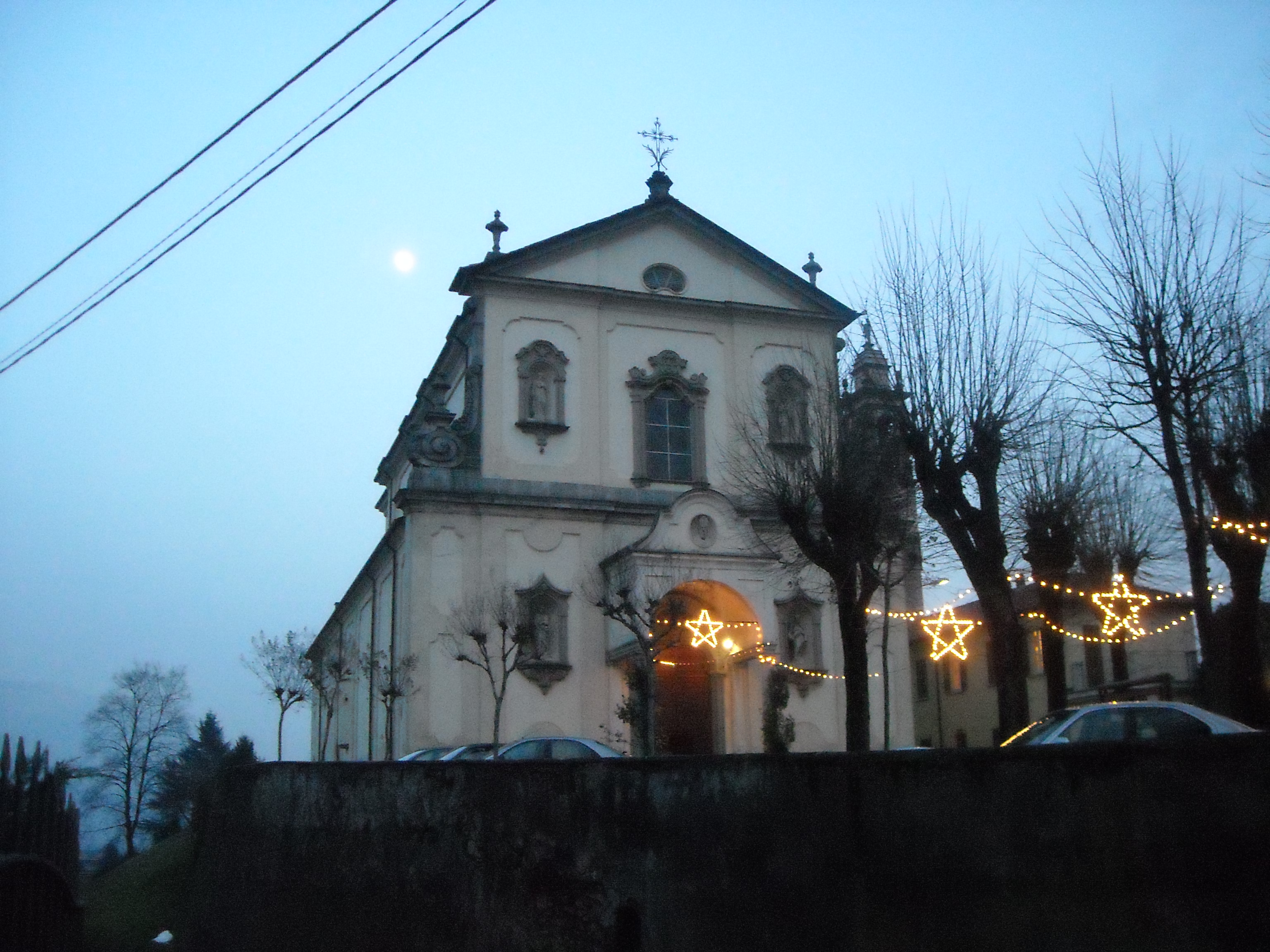
Храм святого Зенона

Ольджате-Мольгора (итал. Olgiate Molgora) — коммуна в Италии, располагается в регионе Ломбардия, подчиняется административному центру Лекко.
Население составляет 5755 человек, плотность населения составляет 822 чел./км². Занимает площадь 7 км². Почтовый индекс — 23887. Телефонный код — 039.
Покровителями коммуны почитаются Пресвятая Богородица и святой Зенон Веронский, празднование 12 апреля.